# 施工図
施工図（せこうず）とは、設計図書を元に建築物を施工する過程で、実際の現場の状況や、建具・設備などの収まりなどを反映させた生産設計派生図面の総称である。尺度は一般的に1：50から原寸を指す場合が多い。実際の工事の段取りを計画した施工計画図や、鉄骨構造・建具・昇降機・家具・住宅設備（住設）などを作る製作図とは別のものである。

## 概要
主に建設現場で通用する図面と考えてよい。一般的な設計図では、尺度が1：100が用いられるが、より詳細で記載される寸法情報が多いため、1：50が用いられる。
施工図を用いて、実際に施工が行われるため、職人工が求める情報が記載されている。また取り付けられるサッシなど様々な建築構成要素の製作図とおさまりを調整し、作図される。

## 施工図の主なもの

### 躯体図
設計図書の鉄筋コンクリート造の構造図を元に作成される、工事の出来型を寸法を含めた図面。平面を記した伏図と断面図とに分けられる。鉄筋の配筋図や型枠については、施工計画図あるいは製作図として扱われる。鉄骨造は工場で生産され、組み立てられることが主のため、現場施工を除き、製作図に分類される。

### 平面詳細図
平面図に詳細なデータを書き込んだ図面で、設計図書においても作成されるものだが、現場においても他の図面を反映させたより詳細な内容が記される。

### 配管図
設備配管をプロットした図面。梁・床の貫通がある場合などはスリーブ図として貫通処理・補強が必要な位置・径を図示する。

### プロット図
設備機器を取り付ける位置や、電気のスイッチやコンセントのレイアウトを図示した図面。設計図書の平面図や天井伏図、展開図に記載される。

### 割付図
デザインや既製品の標準寸法の関係で、内外装の仕上の割り付けを決めるために必要な図面。

## 参考資料
- 内田祥哉『建築施工』市ヶ谷出版社、1992年10月22日。ISBN 4-87071-115-X。